# Peter Moreels
Peter Moreels, (24 september 1969) is een Belgische voormalige atleet, die zich had toegelegd op het polsstokhoogspringen. Hij werd vijfmaal Belgisch kampioen.

## Biografie
Moreels werd in 1989 voor het eerst Belgisch kampioen polsstokspringen. In 1992 werd hij voor de tweede keer kampioen. In 1996 en 1997 volgden nog twee opeenvolgende Belgische titels outdoor en in 1998 werd hij ook indoorkampioen.
Moreels begon bij Vita en stapte in 1992 over naar AV Toekomst. Hij keerde terug naar Vita en stapte nadien over naar Vlierzele Sportief
Moreels die Lichamelijke opvoeding studeerde aan de Universiteit Gent werd leraar polsstokspringen aan de topsportschool in Gent. Hij was ook actief als trainer en werd in 2006 door minister Bert Anciaux aangesteld als toptrainer. Hij begeleidde onder andere Kevin Rans en Denis Goossens.

## Belgische kampioenschappen
Outdoor
| Onderdeel        | Jaar                   |
| ---------------- | ---------------------- |
| polsstokspringen | 1989, 1992, 1996, 1997 |

Indoor
| Onderdeel        | Jaar |
| ---------------- | ---- |
| polsstokspringen | 1998 |

## Persoonlijke records
Outdoor
| Onderdeel        | Prestatie | Datum        | Plaats   |
| ---------------- | --------- | ------------ | -------- |
| polsstokspringen | 5,26 m    | 26 juli 1997 | Oordegem |

Indoor
| Onderdeel        | Prestatie | Datum           | Plaats |
| ---------------- | --------- | --------------- | ------ |
| polsstokspringen | 5,20 m    | 9 februari 1998 | Gent   |

## Palmares
polsstokspringen
- 1989:  BK AC – 4,80 m
- 1990:  BK AC – 5,00 m
- 1992:  BK AC indoor – 5,00 m
- 1992:  BK AC – 5,25 m
- 1993:  BK AC indoor – 5,00 m
- 1995:  BK AC indoor – 4,80 m
- 1996:  BK AC – 5,20 m
- 1997:  BK AC – 5,10 m
- 1998:  BK AC indoor – 5,10 m
- 1998:  BK AC – 5,20 m